# Ait Bouchelaghem
Ait Bouchelaghem é uma aldeia da Argélia, localizada na comuna de Beni Amrane, em wilaya de Boumerdès.